# Леоново (Яхрома)
Леоново — упразднённая деревня в Дмитровском районе Московской области. Сейчас частный сектор на юго-западе города Яхрома.
Деревня располагалась на холме, образованного слиянием рек Каменки и Яхромы.

## История
Деревня Леоново упоминается в Писцовых книгах 1627—1629 годов как вотчина Кирилло-Белозерского монастыря. Центр вотчины монастыря находится в селе Круглино Каменского стана. Ещё одной деревней, входящей в вотчину, на противоположном берегу реки Яхромы были Семёшки.

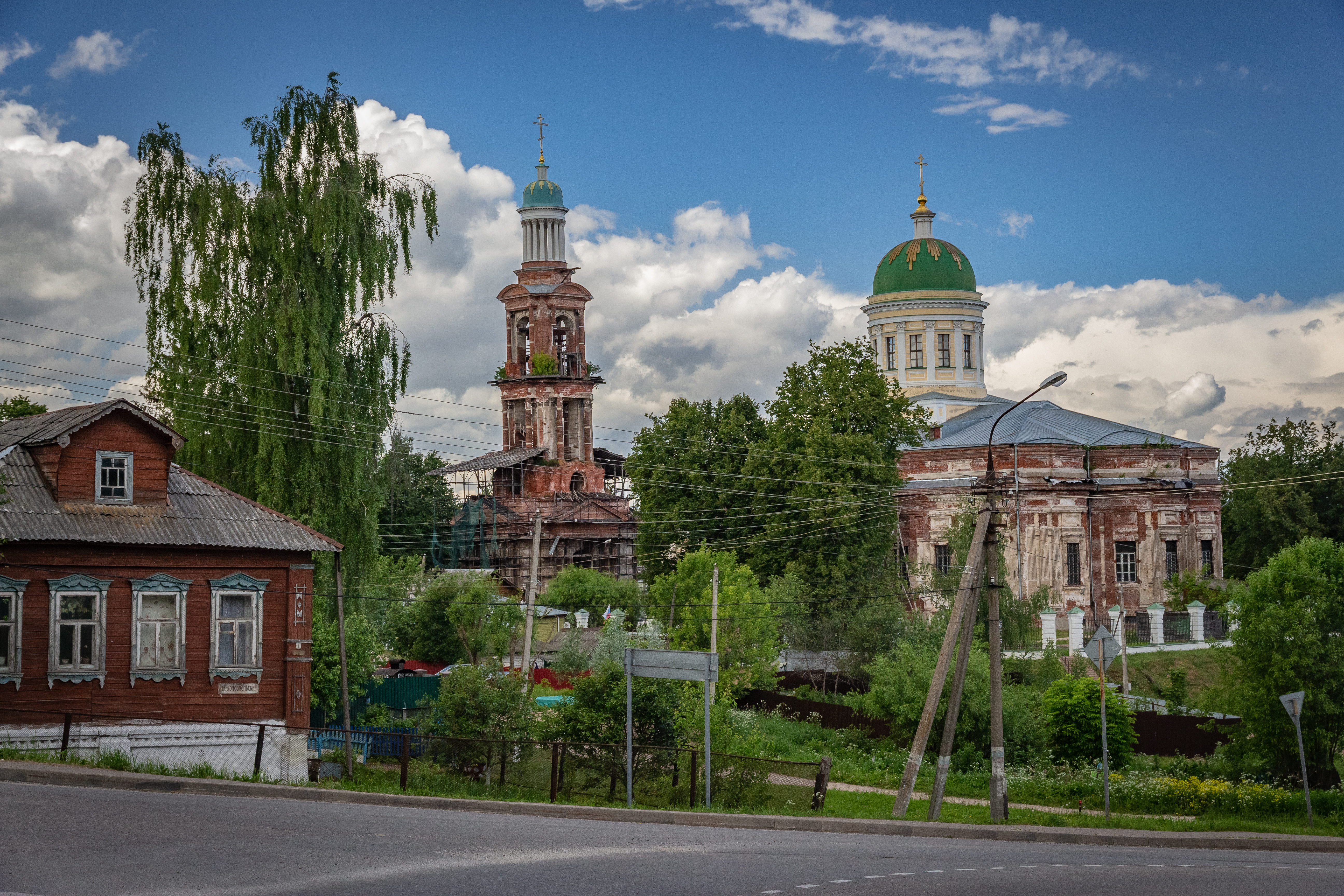
Троицкий собор в городе Яхрома

В 1892 году на территории деревни И. А. Ляминым, владельцем Покровской мануфактуры, закладка Троицкого собора для работников предприятия.
В 1926 году деревня Леоново входила в Животинский сельсовет Яхромской волости Дмитровского уезда Московской губернии. Деревня располагалась в 2 км от станции Яхрома и в 2 км от Дмитровского шоссе. В деревне располагалась школа.
14 июля 1930 года постановлением ВЦИК в посёлок Яхрома включены следующие населённые пункты: сёла Андреевское и Перемилово, деревни Большие и Малые Семешки, Ковшино, Леоново, Подолино и Починок.
Во время Великой Отечественной войны в подвале Троицкого храма находился госпиталь, в котором оперировал известный хирург Пётр Захарович Коняров. После присоединения деревни к посёлку, формирования города Яхромы, улица на бывшей территории Леоново получила название Конярова. 
Также осталась улица-топоним Леоновский переулок в городе Яхрома.

## Население
В 1751 году по Исповедальным книгам в Леоново проживало 52 человека в 6 дворах.
В 1926 году в Леоново числилось 75 мужчин и 100 женщин (175 человек), проживающих в 22 (21 крестьянский) дворах.